# The D.O.C.
D.O.C., właściwie Tracy Lynn Curry (ur. 10 czerwca 1968 w Dallas) – amerykański raper, autor tekstów,  jeden z członków grupy N.W.A, w której był współautorem tekstów, ale nie występował.
Curry dołączył do N.W.A w 1988 roku. 16 czerwca 1989 wydał dla wytwórni Ruthless platynowy LP „No One Can Do It Better”. 
20 listopada 1989 usnął za kierownicą samochodu i w wyniku wypadku doznał wielu kontuzji oraz na miesiąc stracił głos, po odzyskaniu głosu, jego barwa się zmieniła. W roku 1991 odszedł z wytwórni Ruthless Records i razem z Dr. Dre przeszedł do Death Row Records. W latach 90. współpracował z wieloma artystami, którym przeważnie pisał teksty. Do jego najbardziej znamienitych osiągnięć należy zaliczyć pisanie tekstów na płytę The Chronic Dr. Dre. W roku 2009 zakończył terapię, która przywróciła mu jego dawną barwę głosu.

## Dyskografia
- 1989: No One Can Do It Better
- 1996: Helter Skelter
- 2003: Deuce
- 2010: Voices through Hot Vessels[7]